# Конспирация (Рик и Морти)
«Конспирация» (англ. The Whirly Dirly Conspiracy) — пятый эпизод третьего сезона американского мультсериала «Рик и Морти». Сценарий к эпизоду написал Райан Ридли, а режиссёром выступил Хуан Меса-Леон.
Премьера эпизода состоялась 20 августа 2015 года в блоке Adult Swim на Cartoon Network. Эпизод посмотрели около 2,3 миллиона зрителей во время выхода в эфир.

## Сюжет
Чтобы поднять самооценку Джерри, Рик берёт его с собой в приключение по просьбе Морти. Они посещают инопланетный курорт в поле бессмертия, чтобы Джерри не пострадал во время приключения. Джерри встречает Ризотто Групона, пришельца, который обвиняет Рика в узурпации его королевства. Ризотто вовлекает Джерри в заговор с целью убить Рика, но Джерри отступает после того, как Рик извиняется за разрушение его брака. Попытка терпит неудачу, и Рик понимает причастность Джерри, вызывая монолог, в котором он обвиняет Джерри в сознательном беспомощном действии, чтобы заставить других помочь ему, например, заставляя Бет чувствовать, что она обязана выйти за него замуж. После того, как Рик убивает Ризотто, он смягчает своё отношение к Джерри, но отказывается позволить ему вернуться в семью.
Между тем, Саммер также занимается проблемами самооценки. Её парень Итан бросает её ради подруги с большой грудью, а Саммер пытается увеличить свою грудь с помощью одного из устройств Рика. Не прицелившись, она вырастает до гигантских размеров. Морти хочет позвать Рика на помощь, но Бет отказывается. Пытаясь проявить себя, у Бет не получается решить проблему, в конечном итоге выворачивая Саммер наизнанку. Затем Бет обманом освобождает трёх крошечных сотрудников службы технической поддержки, которые оказались в внутри машины, когда та обращалась за технической поддержкой. Саммер идёт в лагерь, куда они с Итаном должны были отправиться, всё ещё вывернутая наизнанку. Бет так же выворачивается себя наизнанку и разговаривает с Саммер. Как только Морти выясняет, как работает машина, он восстанавливает размер Саммер и использует её на Итане, в отместку.
В сцене после титров трое крошечных рабочих наслаждаются пенсией у реки. Когда мимо проходит гигантский Итан, одного из них хватает орёл.

## Отзывы
Джо Матар из Den of Geek сравнил эпизод с предыдущим, «Виндикаторы 3: Возвращение концесветника», заявив, что оба эпизода содержат «острые, как бритва, шутки вслух», однако текущий эпизод «вводит персонажей в совершенно новые направления», также дополняя сюжетную линию Рика и Джерри («сюжет проходит через раздел о бессмертии, чтобы представить совершенно новую концепцию»). Зак Хэндлен The A.V. Club раскритиковал общую характеристику эпизода, такую как трусость Джерри, также назвав «Конспирацию» самым «оптимистичным эпизодом сезона». Стив Грин из IndieWire похвалил эпизод, заявив, что «он не такой продуманный, как премьера, не такой узнаваемый шаблон, как Безумный Макс или Стражи Галактики, и не такой культовый, как „Огурчик Рик“. Но с „Конспирацией“, Рик и Морти, кажется, вернули свои руководящие принципы, чтобы создать лучший эпизод третьего сезона».
Джесси Шедин из IGN высоко оценил количество экранного времени, данного Джерри в этом эпизоде, заявив, что «самой большой ошибкой в третьем сезоне, в остальном приятном, было удивительное отсутствие внимания к Джерри … [эпизод] установил решающий баланс между концептуальной научно-фантастической предпосылкой, глупым юмором и потрясающе аутентичными моментами характера».